# Rekowo Lęborskie (przystanek kolejowy)
Rekowo Lęborskie – nieczynny przystanek kolejowy w Rekowie Lęborskim na linii kolejowej nr 230 Wejherowo – Garczegorze, w województwie pomorskim. 